# Diabelski krąg
Czarny krąg – gra planszowa dla 2 - 12 graczy. 
W rozgrywce gracze wcielają się w siły dobra reprezentowane przez czterech magów lub siły zła, które reprezentowane są przez osiem demonów. Akcja gry toczy się we wieży. Zadaniem magów jest obrona księżniczki przez trzy kolejne noce, do czasu pojawienia się posiłków. Mają oni w swojej fazie ruchu, do dyspozycji magiczne przedmioty takie jak krople elfów czy magiczna sól. W walce mogą korzystać z egzorcyzmów i modlitw. Siły zła muszą w ciągu trzech nocy zabić dziecko którego bronią magowie. Faza demonów rozpoczyna się od określenia jaki wpływ na ich siłę mają gwiazdy po czym rozpoczynają swoje akcje. Nie korzystają jak magowie z przedmiotów lecz mają możliwość rzucania klątw i wypuszczania pentagramów. Po fazach ruchu sił dobra i zła następuje faza zegara. Rzuca się kostkami aby określić czas jaki upłynął i zaznacza się liczbę minut na zegarze. Gra toczy się do momentu śmierci wszystkich magów i księżniczki co daje zwycięstwo demonom lub do końca trzeciej nocy kiedy to przybywają członkowie świętego bractwa. Jeśli do tego czasu magowie utrzymają dziecko przy życiu odnoszą zwycięstwo.